# 54 Arietis
54 Arietis, som är stjärnans Flamsteed-beteckning, är en ensam stjärna belägen i den mellersta delen av stjärnbilden Väduren. Den har en  genomsnittlig skenbar magnitud på ca 6,27 och är mycket svagt synlig för blotta ögat där ljusföroreningar ej förekommer. Baserat på parallax enligt Gaia Data Release 2 på ca 4,4 mas, beräknas den befinna sig på ett avstånd på ca 740 ljusår (ca 228 parsek) från solen. Den rör sig bort från solen med en heliocentrisk radialhastighet av ca 44 km/s. På det beräknade avståndet minskar stjärnans skenbara magnitud med 0,15 enheter genom en skymningsfaktor orsakad av interstellärt stoft.  Stjärnan ligger nära ekliptikan, vilket gör att den kan vara föremål för ockultationer av månen.

## Egenskaper
54 Arietis är en röd jättestjärna av spektralklass M0 III och utvecklas för närvarande in till den asymptotiska jättegrenen. Den har en radie som är ca 41 solradier och utsänder ca 387 gånger mera energi än solen från dess fotosfär vid en effektiv temperatur av ca 4 000 K.
54 Arietis är en misstänkt variabel av halvregelbunden typ (SRB:), som varierar mellan visuell magnitud +6,25 och 6,28 med en period av 6,2 dygn och en amplitud av 0,0096 magnitud.